# Apogon trimaculatus
 Apogon trimaculatus és una espècie de peix de la família dels apogònids i de l'ordre dels perciformes.

## Morfologia
Els mascles poden assolir els 14,2 cm de longitud total.

## Distribució geogràfica
Es troba des de les Illes Ryukyu fins a Austràlia Occidental, el sud de la Gran Barrera de Corall, Samoa i les Illes Marshall.